# كوريا والأمم المتحدة
تم قبول جمهورية كوريا (المعروفة باسم كوريا الجنوبية) وجمهورية كوريا الشعبية الديمقراطية (المعروفة باسم كوريا الشمالية) في وقت واحد في الأمم المتحدة عام 1991. في 8 أغسطس 1991، أصدر مجلس الأمن القرار رقم 702، الذي أوصى الجمعية العامة بقبول الدولتين. في 17 سبتمبر 1991، قبلت الجمعية العامة كلا البلدين بموجب القرار 46/1.

## تاريخ
في 12 ديسمبر 1948، تم الاعتراف رسميًا بكوريا الجنوبية من قبل الجمعية العامة للأمم المتحدة بموجب القرار رقم 195. منذ ذلك الحين، شاركت كوريا الجنوبية في الجمعية العامة بصفة مراقب.
في عام 1950، غزت كوريا الشمالية كوريا الجنوبية وبدأت الحرب الكورية. اتخذ مجلس الأمن الدولي إجراءات ضد كوريا.
مع تغيير الاعتراف في عام 1971 بالمقعد الصيني، حصلت كوريا الشمالية على وضع مراقب. كوريا الشمالية لم تشغل قط أي مقعد في مجلس الأمن الدولي. لديها بعثة دائمة لدى الأمم المتحدة في مدينة نيويورك، بالإضافة إلى أنها تحتفظ ببعثة لدى الأمم المتحدة في باريس وسفير لدى الأمم المتحدة في مكتب الأمم المتحدة في جنيف. 
تم انتخاب كوريا الجنوبية مرتين لشغل مقعد غير دائم في مجلس الأمن التابع للأمم المتحدة، الأولى في انتخابات 1995 لعام 1996-1997 ومرة أخرى في انتخابات 2012 لعام 2013-2014. 
في عام 2001، تولى هان سونغ سو من كوريا الجنوبية رئاسة الجمعية العامة للأمم المتحدة. في عام 2006، تم انتخاب بان كي مون من كوريا الجنوبية لمنصب الأمين العام للأمم المتحدة. أعيد انتخابه في 2011. 
منذ عام 2005، اعتمدت الجمعية العامة للأمم المتحدة قرارًا كل عام لإدانة وضع حقوق الإنسان في كوريا الشمالية.
في ديسمبر 2019، قالت السفيرة الأمريكية لدى الأمم المتحدة كيلي كرافت خلال اجتماع لمجلس الأمن الدولي الذي تم استدعاؤه بناء على طلبها، إن الولايات المتحدة مستعدة لاتخاذ «خطوات متزامنة» مع كوريا الشمالية لتحقيق السلام.  لكنها حذرت أيضا الكوريين الشماليين من إجراء مزيد من التجارب الصاروخية.

## روابط خارجية
- وزارة خارجية جمهورية كوريا .
- البعثة الدائمة لجمهورية كوريا لدى الأمم المتحدة نسخة محفوظة 20 ديسمبر 2017 على موقع واي باك مشين. .
- قرار الجمعية العامة للأمم المتحدة 195 .
- المستندات في الأرشيف الرقمي لمركز ويلسون.